# Пигльхайн, Бруно
Бруно Пигльхайн (нем. Bruno Piglhein, полное имя Elimar Ulrich Bruno Piglhein, 19 февраля 1848, Гамбург — 15 июля 1894, Мюнхен) — немецкий скульптор и художник, представитель Мюнхенской школы изобразительных искусств, один из основателей и первых президентов Мюнхенского сецессиона.

## Биография
Бруно Пигльхайн родился в семье дизайнера интерьеров Людовика Пигльхайна. После окончания школы Патриотического общества, где он обучался изобразительному искусству у Гюнтера Генслера и моделированию у Эрнста Готфрида Вивье, Бруно учился скульптуре у Юлиуса Липпельта. После этого он поступил в Дрезденскую Академию художеств. Во время обучения художник был признан бездарным, однако профессор Иоганнес Шиллинг заметил его талант и пригласил в свою мастерскую, где Пигльхайн работал над скульптурой фонтана.
Проведя недолгое время в Италии, по рекомендации Шиллинга Бруно стал студентом Веймарской художественной школы, перейдя от скульптуры к рисунку. В возрасте 22 лет Бруно отправляется в Мюнхен, где учится у художника Вильгельма фон Дица. В Мюнхене Бруно Пигльхайн проведет всю свою оставшуюся жизнь.
Был одним из основателей и первым президентом Мюнхенского сецессиона, созданного 4 апреля 1892 года как протест против консервативного официального искусства Германии.

## Творчество

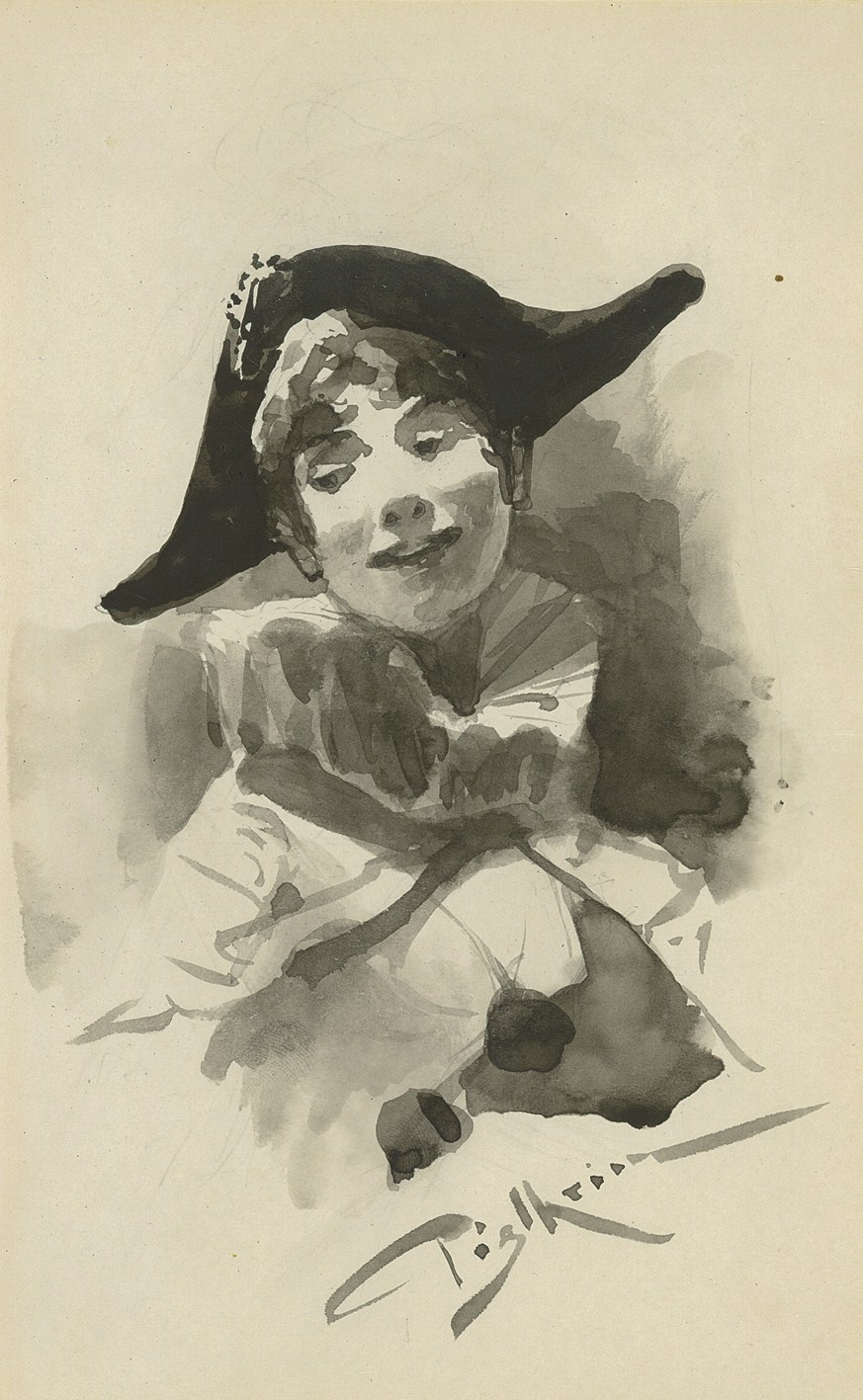
Бруно Пигльхайн, Пьеро, ок. 1880-1890

Из первых самостоятельных работ, выполненных Пигльхайном в Мюнхене, где художник жил до самой смерти, наибольшей критикой была отмечена картина «Семейное счастье» и плафоны «День» и «Ночь». Картина «Moritur in Deo» (Спаситель, умирающий на кресте, и ангел, целующий его в чело) обратила на себя общее внимание на международных художественных выставках 1879 г. в Мюнхене и 1880 г. в Берлине.
За этой картиной следовали произведения Пигльхайна совершенно иного рода — пастели «Пьеретта», «Пшют», «Танцовщица», «Diva», «Девушка с собакой» и др. Однако он вскоре вернулся к более возвышенным сюжетам и написал в 1888 г. большое, поразительное по драматизму «Положение во гроб», после которого были созданы «Слепая» (1890) и панорама «Распятие», которая демонстрировалась в главнейших городах Германии и сгорела в Вене в 1892 г.
Последними произведениями Пигльхайна были ряд портретов семейства известного заводчика Круппа и картины «Мадонна», «Античная танцовщица среди мечей», «Античные юноша и девушка, ласкающиеся друг к другу весной, сидя у гробницы».